# Teretrius
Teretrius är ett släkte av skalbaggar som beskrevs av Wilhelm Ferdinand Erichson 1834. Teretrius ingår i familjen stumpbaggar.

## Dottertaxa tillTeretrius, i alfabetisk ordning[1][2]
- Teretrius accaciae
- Teretrius aestivus
- Teretrius africus
- Teretrius afrus
- Teretrius alfierii
- Teretrius alluaudi
- Teretrius americanus
- Teretrius angelae
- Teretrius antelatus
- Teretrius argentinus
- Teretrius australis
- Teretrius basalis
- Teretrius biformis
- Teretrius biguttatus
- Teretrius braganzae
- Teretrius cariniger
- Teretrius cingulus
- Teretrius convexisternus
- Teretrius corticalis
- Teretrius cylindratus
- Teretrius cylindrellus
- Teretrius cylindricus
- Teretrius doddi
- Teretrius ellenbergeri
- Teretrius erythraeus
- Teretrius fabricii
- Teretrius facetus
- Teretrius feae
- Teretrius formosus
- Teretrius gigas
- Teretrius gracilis
- Teretrius grouvellei
- Teretrius gussakovskii
- Teretrius immarginatus
- Teretrius indus
- Teretrius insinuans
- Teretrius intrusus
- Teretrius kraatzi
- Teretrius latebricola
- Teretrius lesnei
- Teretrius longulus
- Teretrius marginatus
- Teretrius marshalli
- Teretrius melburnius
- Teretrius mogul
- Teretrius montanus
- Teretrius mozambicus
- Teretrius nigrescens
- Teretrius novaeguineae
- Teretrius obliquulus
- Teretrius orbus
- Teretrius parasita
- Teretrius peruanus
- Teretrius pilimanus
- Teretrius placitus
- Teretrius poneli
- Teretrius praedator
- Teretrius pulex
- Teretrius punctulatus
- Teretrius pusillus
- Teretrius quadristriatus
- Teretrius rajah
- Teretrius rectistrius
- Teretrius robinsoni
- Teretrius rufulus
- Teretrius schoutedeni
- Teretrius segnis
- Teretrius shibatai
- Teretrius somerseti
- Teretrius sorellensis
- Teretrius stebbingii
- Teretrius subelongatus
- Teretrius taichii
- Teretrius tuberculifrons
- Teretrius walkeri
- Teretrius zambezianus